# ムイーヌッディーン・ウヌル
ムイーヌッディーン・ウヌル・アル＝アターベキー（Mu'īn al-Din Unur al-Atābekī, 生年不詳 - 1149年8月28日）は、ブーリー朝のトルコ系アミール、アタベクで、アイユーブ朝のサラーフッディーン及びザンギー朝のヌールッディーンの義理の父。第2回十字軍を撃退したことで知られる武将である。幼年のブーリー朝の君主に代わり、事実上ダマスカスを支配し、第2回十字軍の他、ザンギー朝のイマードゥッディーン・ザンギーの攻撃もよく退け、ダマスカスの独立を守った。

## 生涯

### ムイーヌッディーン・ウヌルの登場
もともとはブーリー朝の始祖トゥグテキンのマムルークであった。トゥクテギン死後も引き続きブーリー朝に仕えていたようである。
1135年、ブーリー朝の君主イスマーイールが自身の暗殺計画を知って疑心暗鬼になり、ザンギーに町を引き渡そうとした。ところが、ダマスカス市民は先年来のザンギーの不誠実さを知っていたのでこれを阻止しようとし、イスマーイールの母親ズムッルド妃に訴えるところとなる。ズムッルドはイスマーイールを殺害し、別の息子マフムードを擁立してザンギーの来訪に備えた。
この報せを無視し、ザンギーはダマスカスを接収しようと街を包囲したが、ダマスカスは守りを固めた。この時、防戦の指揮を取ったアミールがムイーヌッディーン・ウヌルであった。イブン・アル＝アシールは彼の活躍を以下のように伝えている。
「このダマスカスの危機にあって重要な役割を果たしたのがムイーヌッディーン・ウヌルであった。彼の籠城戦と軍事に関する知識と能力は余人を寄せ付けず、後に彼が台頭しこの領邦を掌握する要因ともなる」
この戦闘はアッバース朝カリフ、ムスタルシドが仲介に入り、ザンギーは退いていった。

1137年、ウヌルはマフムードからアタベク号を受け、総司令官職（イスファサラール）に任じられた。

### ダマスカスの掌握
1139年、今度はズムッルドに擁立されていたマフムードがマムルークに殺された。マフムードの跡を継いだムハンマドに政務を一任され、ウヌルは防備を固める。マフムードの死を好機と見たザンギーは、ジャズィーラにいたが報せを受けるなり再びダマスカスに進軍した。ウヌルはザンギーから巨大な見返りと引き換えにダマスカスの引き渡しを求められるがこれを拒否する。ザンギーはまずダマスカス領のバールベクを攻撃し奪取したが、その際の残虐な振る舞いによりダマスカスは反発を強め、より固く団結した。

1139年から40年にかけてザンギーはダマスカスを攻撃し、この間ブーリー朝君主のムハンマドが病没し、息子アバクに代替わりする。この状況下でウヌルはよく耐え、予て締結していたエルサレム王国との同盟に基き、救援を要請してザンギーを再び退却に追い込んだ。

### イェルサレム王国との同盟
ウヌルは1138年以来、友人のアラブ騎士で文人のウサーマ・イブン・ムンキズを通じてエルサレム王フルク1世と同盟の可能性を探っていたが、1140年、ザンギーの攻撃を切っ掛けに正式にその同盟を発足させた。

条件は以下のとおり。
- ダマスカス及びエルサレムの軍隊は新た危険の際は統合される
- ウヌルは戦費として二万ディナールを支払う
- ウヌルはエルサレム軍の支援のもとザンギー朝の押さえるバニヤースを奪取しエルサレム王に引き渡す
- ダマスカス側は善意を示すため街の名士の子弟を人質としてエルサレム側に預ける

ザンギーの退却後、ウヌルはこの条件に基きバニヤースを占領し、フルクに引き渡した。また、ウヌルはウサーマを伴いエルサレム王国を訪問した（なお、この時か否か判然としないがウヌルがアッカにフルク王を訪ねた時、彼はフルクから鷹を贈られている）。

### ヌールッディーンとの同盟
1146年、ザンギーが暗殺され、ダマスカスに近いアレッポのザンギー朝はザンギーの次男ヌールッディーン・マフムードが継承した。

イブン・アル＝アシールはこの際、以下のようなエピソードを伝えている。
ウヌルはかつてある女奴隷を愛しており、彼女をバールベクに住まわせていた。1139年のザンギーのバールベク奪取の際、彼女はザンギーに捕らえられて連れ去られたが、ザンギーの死後ヌールッディーンは彼女をウヌルのもとへ送り返し、この一件によってウヌルはヌールッディーンに友誼を感じるようになったというのである。ただ、イブン・アル＝アシールはこの話の最後に「（真実は）神のみぞ知り給う」と付け加えている。

これが事実であるにせよそうでないにせよ、ヌールッディーンはダマスカスへ歩み寄りの姿勢を見せ、ウヌルはヌールッディーンと婚姻同盟を結ぶ。ウヌルは自分の娘イスマトゥッディーン・アーミナをヌールッディーンのもとへ嫁がせた。なお、彼女はヌールッディーンの死後にアイユーブ朝のサラーフッディーンと再婚することにもなる。

### 第2回十字軍の撃退
ザンギーによる1144年のエデッサ征服を受けて、西欧からローマ王コンラート3世、フランス王ルイ7世、シュヴァーベン大公フリードリヒ（後の神聖ローマ皇帝フリードリヒ1世）などからなる十字軍が派遣されてきた。エルサレム王ボードゥアン3世も交えて攻撃目標の選定が行われ、ダマスカス攻撃が決定された。
ダマスカスとエルサレム王国との同盟は継続されていたのでこれは合意違反となるが、ウヌルは先に同盟を結んだアレッポのヌールッディーン、及びその兄モスルのサイフッディーン・ガーズィーに救援を要請し、さらにエルサレム王国との伝手を用いて十字軍側の分断を図った。
ウヌルがウスマーンの「血染めのクルアーン」を持ちだして士気を鼓舞したこともあり、この戦闘は僅か4日で十字軍側の敗北に終わった。

### ウヌルの最期
1149年6月、ウヌルはヌールッディーンとの同盟に基き、対アンティオキア公国戦に援軍を供出している（イナブの戦い）。

だが、その2ヶ月後、ウヌルは食事の後、倒れた。病名は赤痢だという。8月28日、ウヌルは没した。死後、ダマスカス宮殿のイフワーンに葬られたが、後、彼自身が建築を命じたマドラサに移葬された。

## 人物・評価
イブン・アル＝アシールはウヌルについて以下のように述べる。
「ウヌルは善良で賢明な男で、卓越した指揮能力を持っていた。彼の下で政務は極めてよい状態で行われた」
作家アミン・マアルーフの著書『アラブが見た十字軍』でのウヌル登場時の評価は以下の通り。
「彼は老練かつ不屈のトルコ人部将で、将来一度ならず、ザンギーの前途にたちはだかることになる」
ウヌルは軍事的には防戦を旨としたが、個人的には攻め気でやや無鉄砲なところもある人物だったらしい。70人の盗賊団に対し、騎兵とは言えわずか20人しか護衛もつけず向かっていったことがあるとウサーマが『回想録』で伝えている。なお、ウサーマはこの他にもウヌルとのエピソードを『回想録』に記している。